# Chin chin (comida)

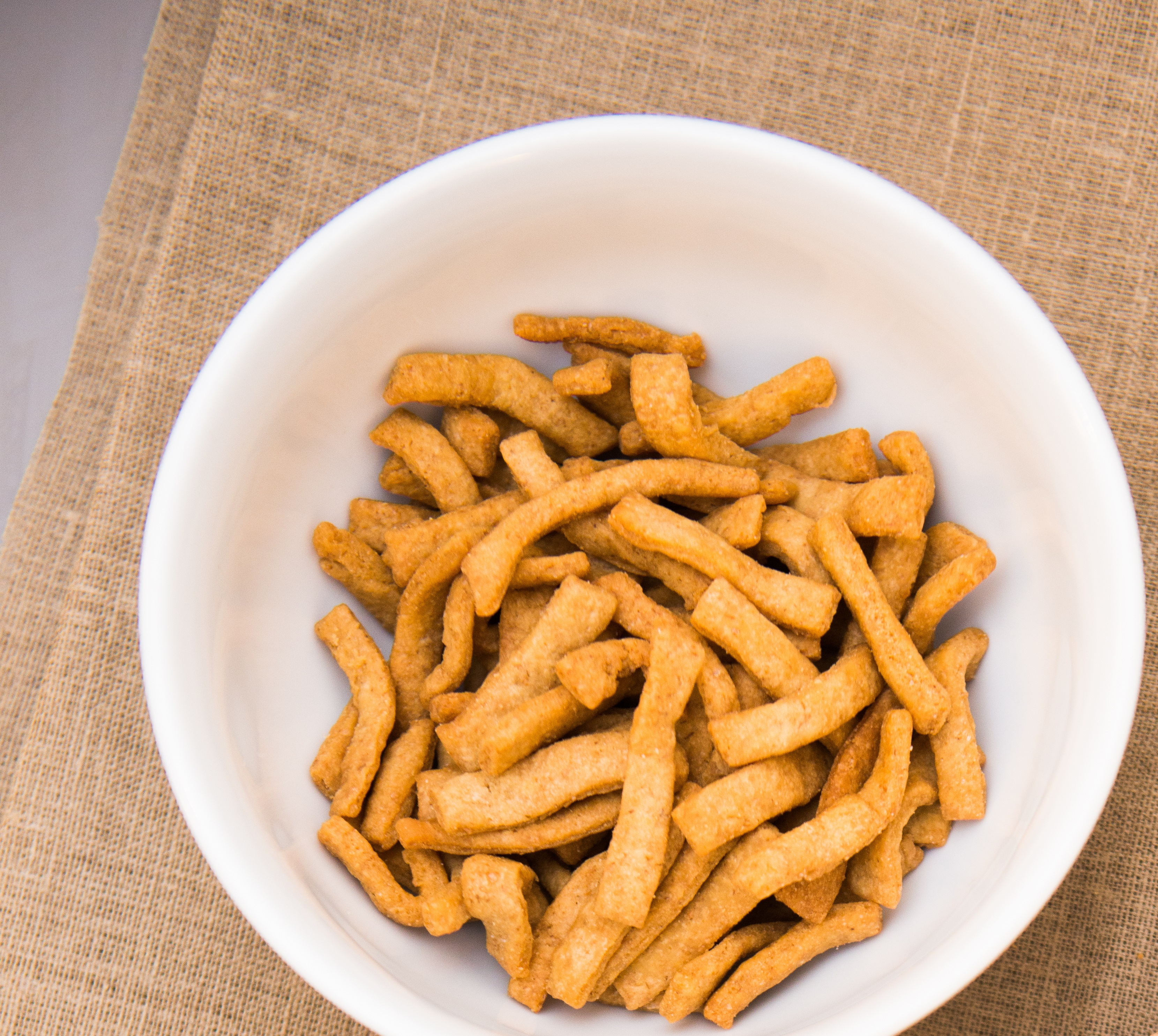
Chin chin.

Chin Chin es una comida frita popular en Nigeria y África Occidental. Se trata de una dulce y dura rosquilla, asada o frita, hecha con de masa de harina de trigo, huevos y otros artículos de panadería habitual. También puede contener caupí. Muchas personas lo hornean con polvo de nuez moscada para darles sabor. Por lo general se amasa y se corta en pequeños cuadrados de una pulgada cuadrada o menos, alrededor de un cuarto de pulgada de espesor, antes de freír. Es un alimento común que se presentan en la calle, bodas y reuniones sociales en Nigeria.